# Flugroute
Flugroute ist eine umgangssprachliche Bezeichnung für Flugverfahren im Sinne des § 33 Abs. 1 Luftverkehrs-Ordnung. Der in Gesetzen für die Flugroute verwendete Rechtsbegriff ist „Flugweg“.

## Definition
Bei Flugverfahren handelt es sich um standardisierte Anweisungen für die Bedienung von Luftfahrzeugen bei Flügen nach Instrumentenflugregeln (IFR). Das Luftverkehrsgesetz (LuftVG) beschreibt sie als Verfahren „für Flüge innerhalb von Kontrollzonen, für An- und Abflüge zu und von Flugplätzen mit Flugverkehrskontrollstelle und für Flüge nach Instrumentenflugregeln, einschließlich der Flugwege, Flughöhen und Meldepunkte“ (§ 32 Abs. 4 Nr. 8 LuftVG). Derartige Flugverfahren halten Luftfahrzeuge in begrenzten Bereichen des Luftraums (Korridore oder Flugerwartungsgebiete) und werden deshalb mit geographischen Routen gleichgesetzt, wie sie Straßen und Schienenwege am Boden fixieren. Der Vergleich trägt wegen der unterschiedlichen Medien aber nur sehr begrenzt; in der Luft kann ein Flugweg immer nur in etwa eingehalten werden. Flugverfahren nach Instrumentenflugregeln werden durch Rechtsverordnungen des Bundesaufsichtsamtes für Flugsicherung (BAF), hilfsweise zeitlich begrenzt durch Allgemeinverfügungen (§ 35 Abs. 2 VwVfG) der Deutsche Flugsicherung GmbH (DFS) für jeden einzelnen Flugplatz festgelegt, an dem Instrumentenflugbetrieb zulässig ist (§ 33 LuftVO).

## Flugverfahren
Flugverfahren für Abflüge beginnen nach dem Abheben des Luftfahrzeugs von der Startbahn und enden am Einflugpunkt der übergeordneten „Luftstraße“. Dort wird das Luftfahrzeug im Streckenflug durch Anweisungen der für den jeweiligen Luftraum zuständigen Flugsicherungsstelle auf vordefinierten Verbindungsstrecken (ATS-Strecken) geführt, die früher entlang von Funkfeuern am Boden, heute teilweise auch durch GPS-Waypoints festgelegt sind und bis zum Anflugpunkt des Anflugverfahrens reichen. An ihm beginnen die Ein- und Anflugverfahren, die mit dem Aufsetzen auf der Landebahn des Zielflugplatzes enden. Verzögert sich die Landung, werden Warteverfahren bereitgestellt; für das Scheitern des Endanflugs (wegen unvorhergesehener Hindernisse oder nicht ausreichender Sicht, die auch bei Instrumentenflug vor dem Aufsetzen gegeben sein muss) sind Fehlanflugverfahren festgelegt.
Flugverfahren im eigentlichen Sinne gibt es, weil die Luftfahrzeuge im Instrumentenflug von Fluglotsen überwacht und ggf. geführt werden müssen, nur im kontrollierten Luftraum. Sie betreffen faktisch im Wesentlichen die professionelle Luftfahrt, die mit instrumentenflugtauglichen Luftfahrzeugen durchgeführt wird. Im unkontrollierten Luftraum wird nach Sichtflugregeln (VFR) und dem Grundsatz „sehen und gesehen werden“ geflogen; auch in kontrollierten Lufträumen ist dies nach der Entscheidung des Luftfahrzeugführers aber möglich. Der verantwortliche Luftfahrzeugführer oder die für die Flugplanerstellung verantwortliche Stelle einer Fluggesellschaft („Pilot“) wählt eines der für den Start- und Zielflugplatz festgelegten Ab- und Anflugverfahren in dem einzureichenden Flugplan (§ 28 LuftVO) aus. Das Flugverfahren wird mit der Freigabeentscheidung der Flugsicherungsstelle (§ 31 LuftVO) verbindlich und ist dann nach den in der jeweiligen Durchführungsverordnung festgelegten Anweisungen durchzuführen. Es kann aber auch vom Fluglotsen, etwa wegen der konkreten Verkehrssituation, durch Einzelweisung geändert oder abgekürzt werden (sog. „Directs“).
Zu Flugverfahren gehören auch „Flugwege, Flughöhen und Meldepunkte“ (§ 33 Abs. 3 LuftVO). Damit ist nicht das Flugprofil gemeint, das sich nach den Flugeigenschaften des Luftfahrzeugs richtet. Danach kann der Pilot Schnell- oder Steilstartverfahren sowie verschiedene Landeverfahren wählen, für die er aber teilweise eine Freigabe des Lotsen benötigt.
Während des Fluges werden die Flugrouten oft geändert, da der Pilot auf aktuelle Wettersituationen reagieren muss. Im kontrollierten Luftraum ist dazu eine Freigabe des Radarkontrollers notwendig. Oft fragen Piloten auch um Abkürzungen an, um Verspätungen einzuholen oder Treibstoff zu sparen.

## Abflug und Anflug
Beim Abflug folgt die Flugroute zunächst der Richtung der Startbahn, gefolgt von einer Abflugroute (englisch Departure Route). Auf kleineren Flugplätzen sind das meistens vorgeschriebene Kurven bei einem gewissen Punkt. Auf größeren Flugplätzen gibt es oft viele detaillierte Abflugrouten in alle Himmelsrichtungen. Diese Abflugrouten bringen das Flugzeug zum Übergangspunkt (englisch Transition Point), der den Einstieg in die Luftstraße bildet (ähnlich wie eine Auffahrt auf die Autobahn).
Ebenso gibt es Flugrouten für den Landeanflug (englisch Arrival Route), die zum Übergangspunkt des Endanfluges der entsprechenden Landebahn führen. Die Festlegung dieser An- und Abflugrouten in der Terminal Area (TMA) nimmt auch Rücksicht auf dicht bebaute Gebiete und prinzipiell auch auf Aspekte des Lärmschutzes.
Nicht kontrollierte Flugrouten werden hauptsächlich von Fliegern der Allgemeinen Luftfahrt und in niedrigeren Höhen beflogen. Zum größten Teil erfolgen diese Flüge nach Sichtflugregeln. VFR-Piloten können dabei die Fluginformationsdienste (FIS) bzw. den Flugberatungsdienst AIS in Anspruch nehmen. Solche Flugrouten werden teilweise Luftwege oder ADR (advisory route) genannt. Vereinzelt werden dafür spezielle „Routenkarten“ produziert.

## Flüge über Ozeane

Flugroute von San Francisco nach Tokio auf dem kürzesten Weg entlang eines Großkreises (rot) und der Rückweg unter Ausnutzung des Jetstreams (grün).

Über wenig beflogenen Ozeanen ist die Wahl der Flugroute vielfach freigestellt und richtet sich teilweise nach den Windverhältnissen. Einen Jetstream von 200 Knoten auszunützen oder ihm bei Gegenkurs auszuweichen, kann Unterschiede in Flugdauer oder Treibstoffverbrauch von bis zu 25 % bedeuten. Die diesbezüglichen Techniken lassen sich energetisch optimieren – ähnlich wie bei einer Segelregatta – aber auch nach vereinfachten Methoden des Single Heading Flight abwickeln.
Ein Beispiel für eine bekannte, allgemeine Flugroute ist die Kangaroo-Route, die Flüge von Europa nach Australasien bezeichnet.

## Sperrung des Luftraums
Flugrouten über Krisengebiete werden von der Internationalen Zivilluftfahrtorganisation (ICAO) bewertet. Die ICAO gibt lediglich Empfehlungen heraus; das Recht zur Sperrung von Luftraum obliegt nationalen Behörden. Nach dem Abschuss der Malaysia-Airlines-Flug 17 stellte sich die Frage zur Verschärfung der bisher geltenden Praxis, beispielsweise von reinen Höhenbeschränkungen in Kriegsgebieten abzusehen.

## Die Flugrouten mit den meisten Passagieren
| Rang | Stadt 1           | Stadt 2   | Passagiere (2018) (in Millionen) | Distanz |
| ---- | ----------------- | --------- | -------------------------------- | ------- |
| 1    | Seoul             | Jeju      | 14,107                           | 450 km  |
| 2    | Tokio             | Sapporo   | 9,699                            | 819 km  |
| 3    | Sydney            | Melbourne | 9,245                            | 706 km  |
| 4    | Tokio             | Fukuoka   | 8,762                            | 883 km  |
| 5    | Mumbai            | Delhi     | 7,392                            | 1183 km |
| 6    | Ho-Chi-Minh-Stadt | Hanoi     | 6,867                            | 1160 km |
| 7    | Peking            | Shanghai  | 6,519                            | 1075 km |
| 8    | Hongkong          | Taipeh    | 6,476                            | 780 km  |
| 9    | Tokio             | Okinawa   | 5,829                            | 1554 km |
| 10   | Jakarta           | Surabaya  | 5,649                            | 690 km  |